# ヒトモトススキ属
ヒトモトススキ属 Cladium は、カヤツリグサ科の植物の属の一つ。日本ではヒトモトススキのみを含む。

## 特徴
ヒトモトススキ属は、大柄ながっしりとした多年草である。しばしば匍匐師を出す。桿（花茎）はやや三角の断面を持ち、その基部からよく発達した葉を多数出す。葉は細長く、三列に配置、その縁は強くざらつく。葉は桿の節からも出る。
花序は複円錐花序をなし、個々の花序は散房状になる。それぞれに多数の小穂がつく。
小穂は２かそれ以上の少数の花を含み、いずれも両性花。それぞれの小花が鱗片に包まれて密な小穂になる。鱗片は螺旋状に配置。
小花は花被やその派生物を持たず、雄蘂と雌蘂のみからなる。雄蘂は2個、時に3個。雌蘂の柱頭は3つに裂ける。花柱の基部は幅広くなり、雌蘂の先端と連続し、この部分は果実の成熟時にも残る。
果実はやや扁平な三綾形の断面を持つ。また、その表面がコルク状になって、核果状になる。

### 他群との区別
果実と雌蘂の基部が幅広く接続するのはシンジュガヤ属などにもあるが、この属は雌雄異花である。また、花や小穂はミカヅキグサ属に似るが、こちらは小花に花被に由来する刺毛がある。また、果実が核果状になる点は独特である。アンペライ属はそれらの点でも共通だが、葉が円筒か扁平な単面葉であり、二列性となる点で異なる。また花柱の基部の様子も異なる。

## 分布
世界の熱帯に、一部は暖帯にかけて、約5種が分布する。
日本には本州南部までに分布するヒトモトススキがあるのみ。

## 利害
直接に実用的なものはない。

## 代表種
- C. chinense ヒトモトススキ